# Zapiski Kujawsko-Dobrzyńskie
Zapiski Kujawsko-Dobrzyńskie – rocznik ukazujący się od 1988 roku we Włocławku. Wydawcą jest Włocławskie Towarzystwo Naukowe. Publikowane są w nim artykuły naukowe, recenzje, materiały dotyczące historii Kujaw i Ziemi Dobrzyńskiej. 